# Stan Smith
Stan Smith, właśc. Stanley Roger Smith (ur. 14 grudnia 1946 w Pasadenie) – amerykański tenisista, zwycięzca 7 turniejów wielkoszlemowych, zdobywca Pucharu Davisa, lider rankingu ATP deblistów.

## Kariera tenisowa
Studiował na Uniwersytecie Południowej Kalifornii i reprezentował tę uczelnię w rozgrywkach tenisowych, sięgając po tytuł mistrza akademickiego USA w grze pojedynczej (1968) oraz dwukrotnie w grze podwójnej (w parze z Bobem Lutzem, 1967 i 1968).
W grze pojedynczej wygrywał Wimbledon w 1972 (po finałowym sukcesie nad Ilie Năstase), rok wcześniej doznał porażki w meczu finałowym na tym turnieju; zdobył także singlowy tytuł na US Open w 1969 i 1971. Wyniki te ugruntowały jego pozycję w ścisłej czołówce światowej – w latach 1970–1976 klasyfikowany w czołowej dziesiątce na świecie, w tym jako nr 1. w 1972 (po wprowadzeniu komputerowego rankingu najwyżej był jako nr 3. w 1973); 1967–1980 figurował w czołowej dziesiątce tenisistów amerykańskich (nr 1. w 1969 i 1971–1973). W roku 1970 został mistrzem pierwszej edycji ATP Finals.
Jako deblista wygrywał US Open w 1968 (zarówno w kategorii "open", jak i wśród amatorów), 1974, 1978 i 1980; 1971 i 1979 przegrywał mecze finałowe. Ponadto ma na koncie wygraną deblową na Australian Open w 1970. Na Wimbledonie czterokrotnie przegrywał w finałach konkurencji debla (1972, 1974, 1980, 1981), na French Open dwukrotnie (1971, 1974). Jego najczęstszym partnerem deblowym był Bob Lutz, dobre wyniki osiągał również z Erikiem van Dillenem. Dnia 2 marca 1981 został liderem rankingu ATP deblistów i utrzymywał tę pozycję przez osiem tygodni.
W latach 1968–1979 i ponownie w 1981 reprezentował USA w Pucharze Davisa, przyczyniając się do 8 sukcesów Amerykanów.
W 1987 jego nazwisko wpisano do Międzynarodowej Tenisowej Galerii Sławy, a we wrześniu 2011 został prezydentem tej instytucji.
W 2005 roku, przez magazyn „TENNIS”, Stan Smith został umieszczony na 35. miejscu wśród 40 najlepszych tenisistów i tenisistek.

### Finały w turniejach wielkoszlemowych

#### Gra pojedyncza (2–1)
| Końcowy wynik | Nr | Data | Turniej               | Nawierzchnia | Przeciwnik    | Wynik finału            |
| ------------- | -- | ---- | --------------------- | ------------ | ------------- | ----------------------- |
| Finalista     | 1. | 1971 | Wimbledon, Londyn     | Trawiasta    | John Newcombe | 3:6, 7:5, 6:2, 4:6, 4:6 |
| Zwycięzca     | 1. | 1971 | US Open, Forest Hills | Trawiasta    | Jan Kodeš     | 3:6, 6:3, 6:2, 7:6      |
| Zwycięzca     | 2. | 1972 | Wimbledon, Londyn     | Trawiasta    | Ilie Năstase  | 4:6, 6:3, 6:3, 4:6, 7:5 |

#### Gra podwójna (5–8)
| Końcowy wynik | Nr | Data | Turniej                    | Nawierzchnia | Partner         | Przeciwnicy                    | Wynik finału             |
| ------------- | -- | ---- | -------------------------- | ------------ | --------------- | ------------------------------ | ------------------------ |
| Zwycięzca     | 1. | 1968 | US Open, Forest Hills      | Trawiasta    | Bob Lutz        | Arthur Ashe Andrés Gimeno      | 11:9, 6:1, 7:5           |
| Zwycięzca     | 2. | 1970 | Australian Open, Melbourne | Trawiasta    | Bob Lutz        | John Alexander Phil Dent       | 6:3, 8:6, 6:3            |
| Finalista     | 1. | 1971 | French Open, Paryż         | Ceglana      | Tom Gorman      | Arthur Ashe Marty Riessen      | 8:6, 6:4, 3:6, 4:6, 9:11 |
| Finalista     | 2. | 1971 | US Open, Forest Hills      | Trawiasta    | Erik Van Dillen | John Newcombe Roger Taylor     | 7:6, 3:6, 6:7, 6:4, 6:7  |
| Finalista     | 3. | 1972 | Wimbledon, Londyn          | Trawiasta    | Erik Van Dillen | Bob Hewitt Frew McMillan       | 2:6, 2:6, 7:9            |
| Finalista     | 4. | 1974 | French Open, Paryż         | Ceglana      | Bob Lutz        | Dick Crealy Onny Parun         | 3:6, 2:6, 6:3, 7:5, 1:6  |
| Finalista     | 5. | 1974 | Wimbledon, Londyn          | Trawiasta    | Bob Lutz        | John Newcombe Tony Roche       | 6:8, 4:6, 4:6            |
| Zwycięzca     | 3. | 1974 | US Open, Forest Hills      | Trawiasta    | Bob Lutz        | Patricio Cornejo Jaime Fillol  | 6:3, 6:3                 |
| Zwycięzca     | 4. | 1978 | US Open, Nowy Jork         | Twarda       | Bob Lutz        | Marty Riessen Sherwood Stewart | 1:6, 7:5, 6:3            |
| Finalista     | 6. | 1979 | US Open, Nowy Jork         | Twarda       | Bob Lutz        | Peter Fleming John McEnroe     | 2:6, 4:6                 |
| Finalista     | 7. | 1980 | Wimbledon, Londyn          | Trawiasta    | Bob Lutz        | Peter McNamara Paul McNamee    | 6:7, 3:6, 7:6, 4:6       |
| Zwycięzca     | 5. | 1980 | US Open, Nowy Jork         | Twarda       | Bob Lutz        | Peter Fleming John McEnroe     | 7:6, 3:6, 6:1, 3:6, 6:3  |
| Finalista     | 8. | 1981 | Wimbledon, Londyn          | Trawiasta    | Bob Lutz        | Peter Fleming John McEnroe     | 4:6, 4:6, 4:6            |

#### Gra mieszana (0–1)
| Końcowy wynik | Nr | Data | Turniej                                   | Nawierzchnia | Partnerka    | Przeciwnicy                    | Wynik finału |
| ------------- | -- | ---- | ----------------------------------------- | ------------ | ------------ | ------------------------------ | ------------ |
| Finalista     | 1. | 1967 | U.S. National Championships, Forest Hills | Trawiasta    | Rosie Casals | Billie Jean King Owen Davidson | 3:6, 2:6     |